# Cephus spinipes
Cephus spinipes ist eine in Deutschland heimische Halmwespe. Die Art wurde von Georg Wolfgang Franz Panzer im Jahr 1800 als Banchus spinipes erstbeschrieben. Das lateinische Art-Epitheton spinipes bedeutet „stachelbeinig“.

## Taxonomie
Die Art war früher unter folgender Bezeichnung bekannt: Cephus cultratus Eversmann, 1847. Ein weiteres Synonym lautet Cephus pilosulus C. G. Thomson, 1871.

## Merkmale
Die Halmwespen sind 7–9 mm lang. Sie nutzen ähnlich wie andere Insekten eine Wespen-Mimikry. Ihr Körper ist überwiegend schwarz gefärbt. Die Mandibeln mit Ausnahme deren Spitze sowie die Maxillarpalpen sind gelb gefärbt. Die Männchen weisen zusätzlich noch einen kleinen gelben Fleck am Augeninnenrand auf. Der Hinterleib weist gelbe Querbinden auf. Die Femora sind schwarz. Die vorderen und mittleren Tibien sind vollständig gelb gefärbt, die hinteren Tibien sind ebenfalls gelb gefärbt, weisen jedoch ein verdunkeltes apikales Ende auf. Die hinteren Tarsen sind verdunkelt. Die Männchen besitzen einen schlanken Hinterleib. Am Hinterleibsende der Weibchen befindet sich ein kurzer Legebohrer.

## Ähnliche Arten
Cephus pygmeus ist eine sehr ähnliche Halmwespen-Art. Deren Hinterbeine sind vollständig schwarz. Ferner sind bei C. spinipes die Fühler-Endglieder nicht verdickt, bei den Weibchen weist der Legebohrer einen nach unten gerichteten Winkel zum Hinterleib auf. Außerdem weisen die zweigeteilten Klauen von C. spinipes einen abstehenden inneren Zahn auf. Der innere Zahn von C. pygmeus ist dagegen parallel zum Endzahn.

## Verbreitung
Cephus spinipes ist in Europa weit verbreitet und häufig. Im Norden reicht das Vorkommen bis in den Süden von Fennoskandinavien und nach Nordengland und Wales, im Süden bis nach Südwestfrankreich.

## Lebensweise
Die Flugzeit der Halmwespen dauert von Mai bis Juli. Die Imagines besuchen gelb blühende Blumen wie Löwenzahn oder Hahnenfuß. Zu den Wirtspflanzen gehören folgende Süßgräser: Wiesen-Lieschgras (Phleum pratense) und Gewöhnliches Knäuelgras (Dactylis glomerata). Das Weibchen bohrt ein Loch in den Halm der Wirtspflanze und legt darin ein Ei ab. Die geschlüpfte Larve entwickelt sich im Halm und verpuppt sich später darin.

## Galerie

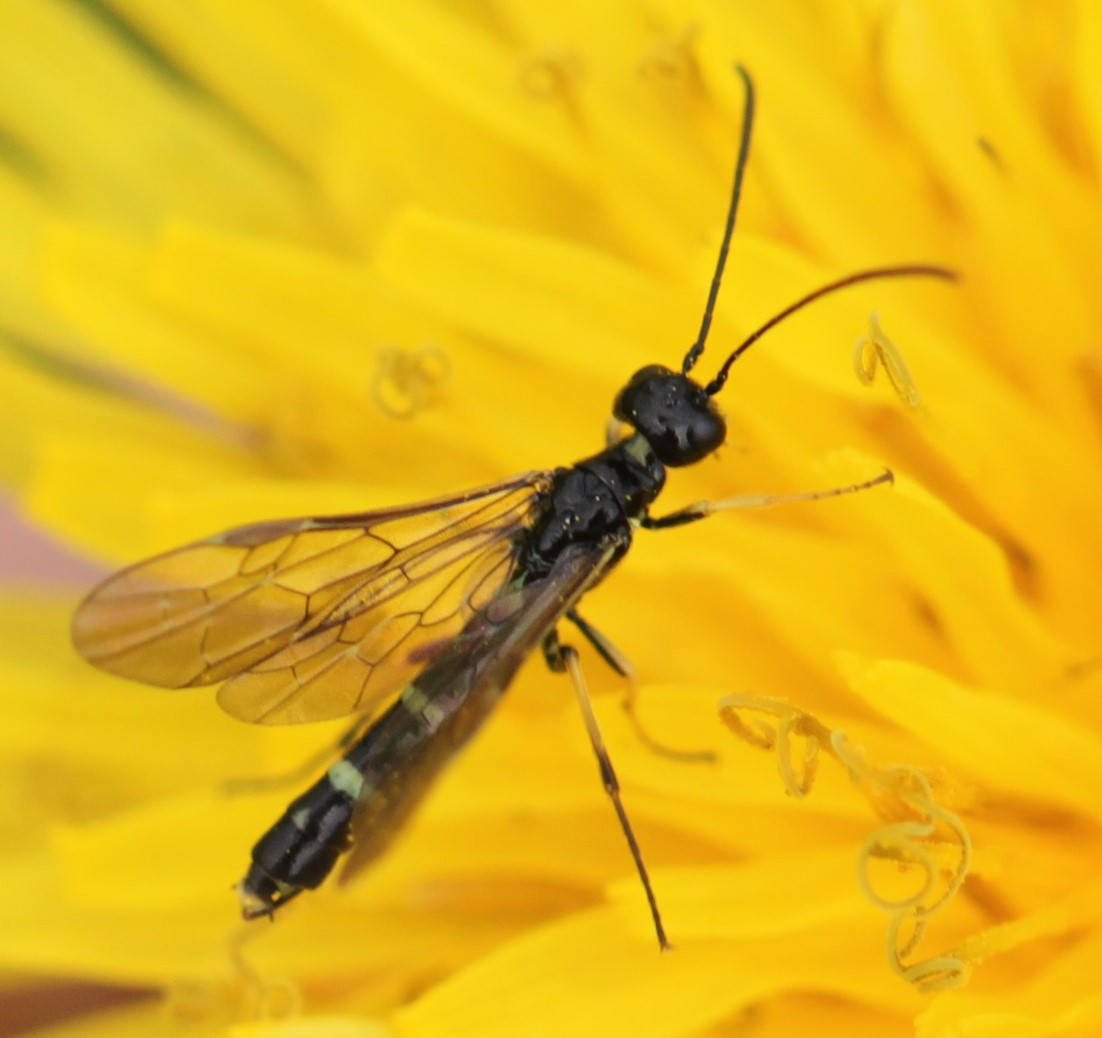
Männchen
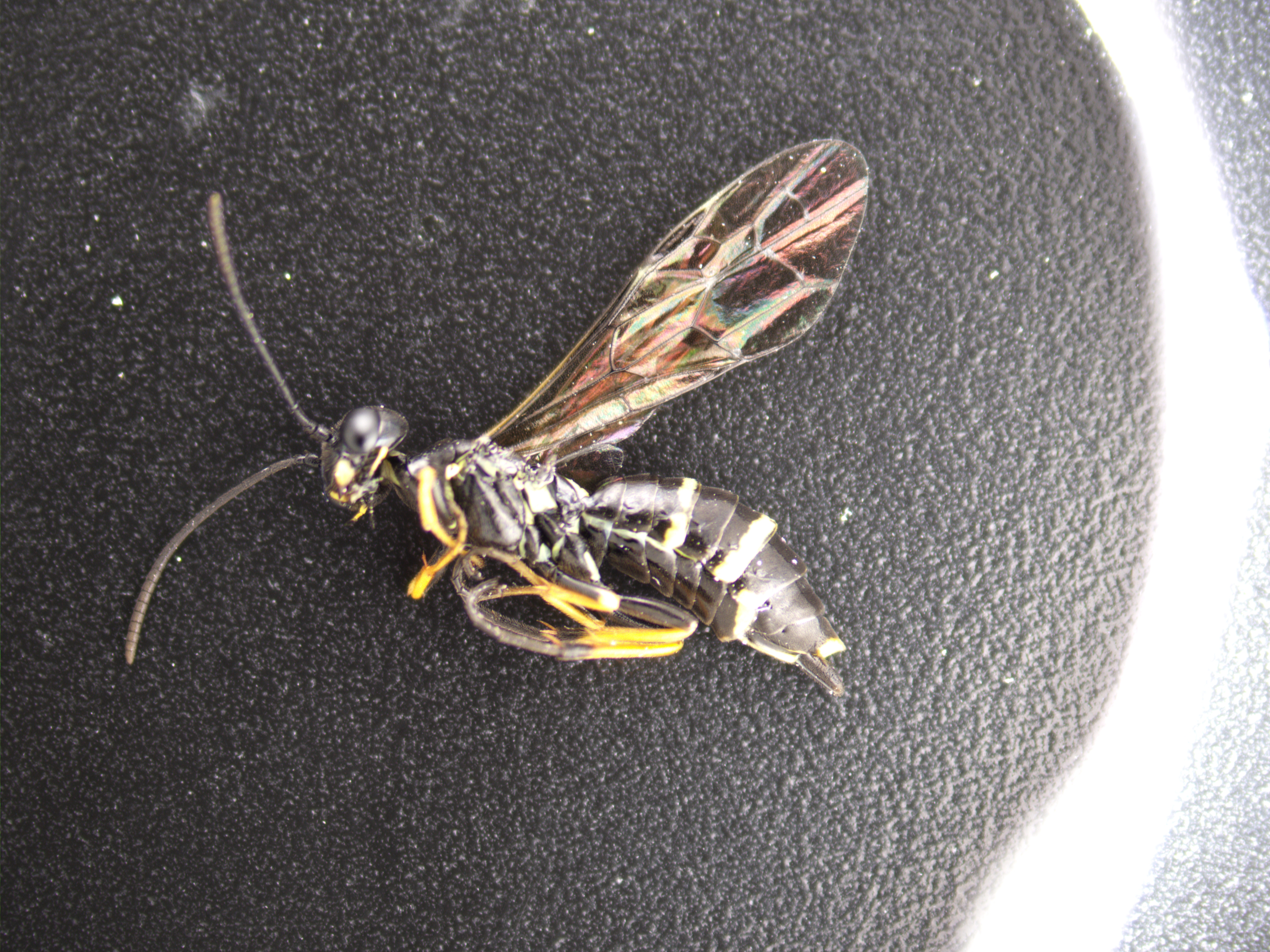
Weibchen
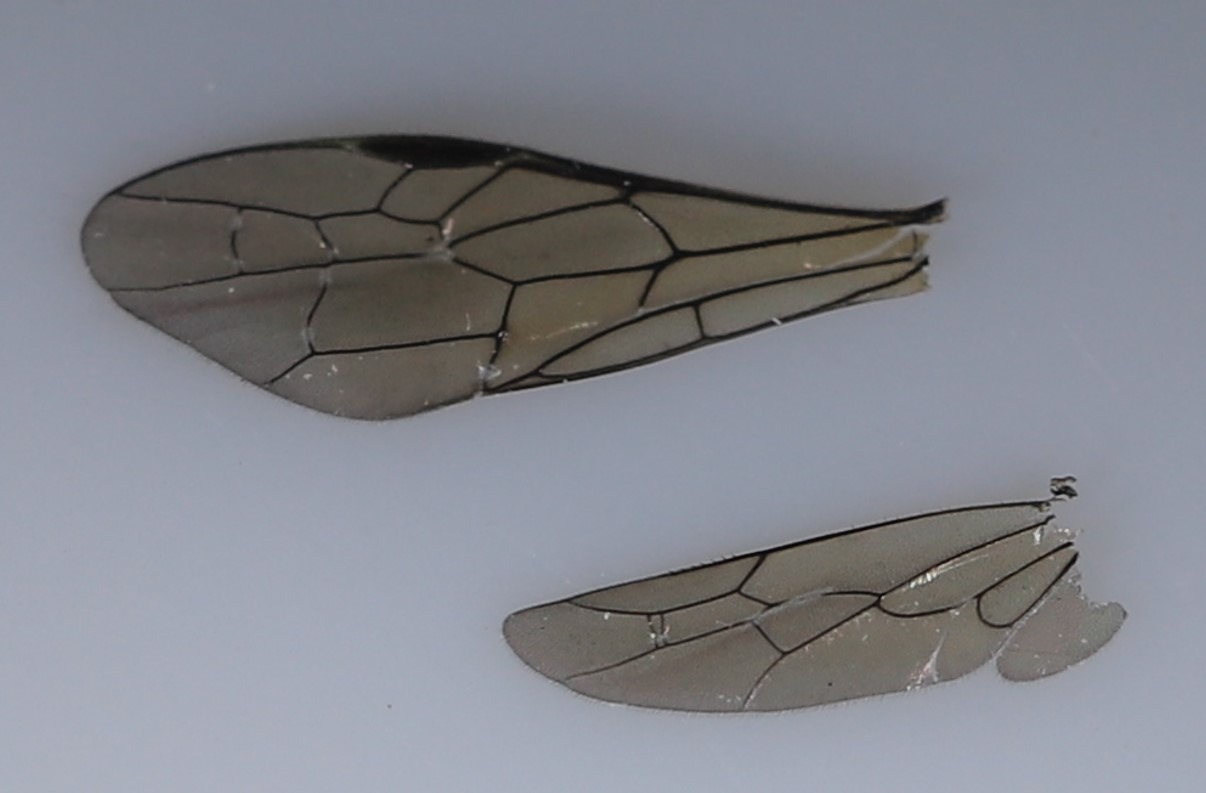
Flügel